# 溫德比湖

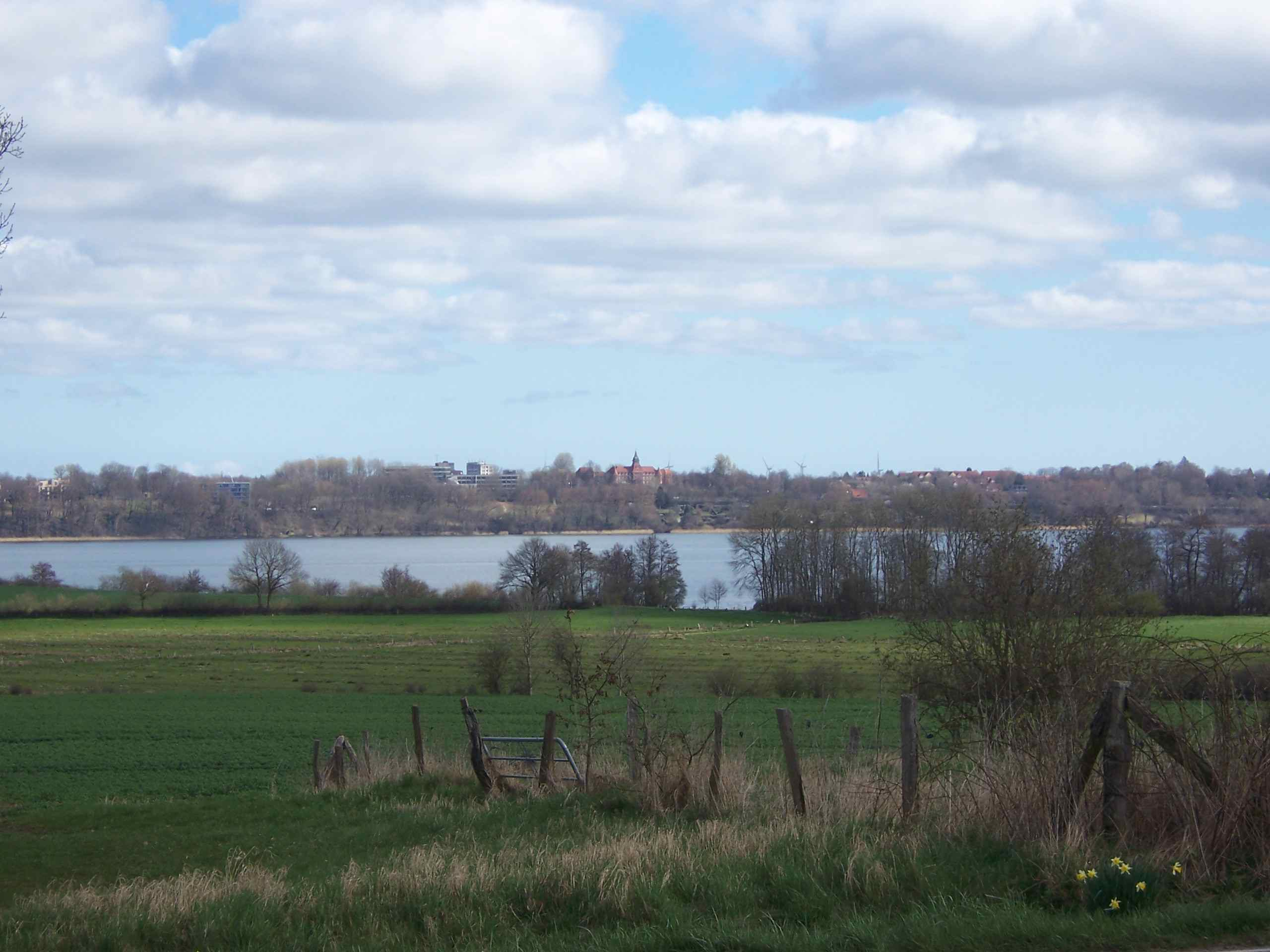

54°28′30″N 9°48′23″E / 54.47500°N 9.80639°E
溫德比湖（德語：Windebyer Noor），是德國的湖泊，位於該國北部石勒蘇益格-荷爾斯泰因州，由倫茨堡-埃肯弗德縣負責管轄，長3.4公里、寬1.9公里，面積3.9平方公里，平均水深6.4米，最大水深14米，水體容量2,500萬立方米，湖岸線長度10公里。